# Offenhauser
Offenhauser era el nom de l'empresa de disseny i construcció de motors de carreres fundada per Fred Offenhauser i Harry Arminius Miller.

## Història
Offenhauser dissenyava i construïa motors de competició, havent participat amb èxit a les 500 milles d'Indianapolis i a la Fórmula 1 entre d'altres.
Els primers dissenys van ser fets l'any 1933 i van seguir construint motors fins al 1983.
La seva combinació amb els monoplaces Kurtis Kraft va ser molt efectiva, realitzant un binomi molt difícil de batre i que va conquerir molts triomfs importants, com la Indy 500 que van guanyar 24 vegades.

## A la F1
Va participar sempre només a les curses d'Indianapolis. (del 1950 al 1960)
- Debut: Gran Premi d'Indianapolis 500 del 1950
- Curses disputades: 11
- Victòries: 11
- Pole positions: 10
- Voltes Ràpides: 11
- Punts aconseguits al Camp. Mundial: 264
- Ultima cursa disputada: Gran Premi d'Indianapolis 500 del 1960